# Breakfast at Tiffany's (lied)
"Breakfast at Tiffany's" is een nummer van de Amerikaanse band Deep Blue Something. Het nummer werd uitgebracht op hun album Home uit 1995. Op 4 juli van dat jaar werd het nummer tevens uitgebracht als de eerste single van het album.

## Achtergrond
"Breakfast at Tiffany's" is geschreven door zanger Todd Pipes en geproduceerd door David Castell. Het nummer verscheen origineel op 11th Song, het debuutalbum van de band uit 1993. In 1994 werd het opnieuw opgenomen voor hun tweede album Home, dat in 1995 verscheen. Het nummer is geschreven vanuit het oogpunt van een man wiens vriendin op het punt staat om hem te verlaten, omdat de twee niets gemeen zouden hebben. De man is wanhopig om toch een overeenkomst tussen hen te vinden en bedenkt zich dat zij allebei de film Breakfast at Tiffany's, met Audrey Hepburn in de hoofdrol, goed vinden. De tekst is oorspronkelijk geïnspireerd door Roman Holiday, maar Pipes vond dat een van de andere films met Hepburn een betere songtitel zou hebben.
In een interview met het tijdschrift Q vertelde Pipes over de promotie van "Breakfast at Tiffany's": "Aangezien het nummer het woord 'breakfast' in de titel had, vonden radiostations het een geweldig idee om ons uit te nodigen voor hun ontbijtshows. We waren wakker tot 3 uur 's nachts en ze vroegen zich af waarom we pissig waren om 6 uur in de ochtend." Desondanks werd het een grote hit en bereikte het de vijfde plaats in de Amerikaanse Billboard Hot 100, terwijl het in het Verenigd Koninkrijk zelfs een week op de eerste plaats in de hitlijst terechtkwam. Ook in onder meer Australië, Canada, Duitsland, Ierland en Zweden werd het een top 10-hit. In Nederland bleef het succes ietwat achter met een zeventiende plaats in de Top 40 en een elfde plaats in de Mega Top 50, terwijl in Vlaanderen de zevende plaats in de Ultratop 50 gehaald werd. Vanwege het gebrek aan verdere successen - enkel de single "Josey" wist in het Verenigd Koninkrijk een kleine hit te worden - wordt de band gezien als eendagsvlieg.
In de videoclip van "Breakfast at Tiffany's" zit de band te ontbijten op de stoep van het Tiffany & Company Building, waar zij worden geserveerd door butlers. Aan het einde van de clip komt een vrouw langs, die gekleed is in de stijl van Holly Golightly, het karakter dat Hepburn speelt in de film Breakfast at Tiffany's. Het nummer is gebruikt in diverse televisieseries, waaronder Top Gear, Saturday Night Live, New Girl, Orange Is the New Black en Everything Sucks!.

## Hitnoteringen

### Nederlandse Top 40
| Hitnotering: 20-07-1996 t/m 21-09-1996 | Hitnotering: 20-07-1996 t/m 21-09-1996 | Hitnotering: 20-07-1996 t/m 21-09-1996 | Hitnotering: 20-07-1996 t/m 21-09-1996 | Hitnotering: 20-07-1996 t/m 21-09-1996 | Hitnotering: 20-07-1996 t/m 21-09-1996 | Hitnotering: 20-07-1996 t/m 21-09-1996 | Hitnotering: 20-07-1996 t/m 21-09-1996 | Hitnotering: 20-07-1996 t/m 21-09-1996 | Hitnotering: 20-07-1996 t/m 21-09-1996 | Hitnotering: 20-07-1996 t/m 21-09-1996 | Hitnotering: 20-07-1996 t/m 21-09-1996 |
| Week                                   | 1                                      | 2                                      | 3                                      | 4                                      | 5                                      | 6                                      | 7                                      | 8                                      | 9                                      | 10                                     |                                        |
| -------------------------------------- | -------------------------------------- | -------------------------------------- | -------------------------------------- | -------------------------------------- | -------------------------------------- | -------------------------------------- | -------------------------------------- | -------------------------------------- | -------------------------------------- | -------------------------------------- | -------------------------------------- |
| Positie                                | 36                                     | 34                                     | 28                                     | 22                                     | 20                                     | 24                                     | 20                                     | 17                                     | 22                                     | 30                                     | uit                                    |

### Mega Top 50
| Hitnotering: 20-07-1996 t/m 05-10-1996 | Hitnotering: 20-07-1996 t/m 05-10-1996 | Hitnotering: 20-07-1996 t/m 05-10-1996 | Hitnotering: 20-07-1996 t/m 05-10-1996 | Hitnotering: 20-07-1996 t/m 05-10-1996 | Hitnotering: 20-07-1996 t/m 05-10-1996 | Hitnotering: 20-07-1996 t/m 05-10-1996 | Hitnotering: 20-07-1996 t/m 05-10-1996 | Hitnotering: 20-07-1996 t/m 05-10-1996 | Hitnotering: 20-07-1996 t/m 05-10-1996 | Hitnotering: 20-07-1996 t/m 05-10-1996 | Hitnotering: 20-07-1996 t/m 05-10-1996 | Hitnotering: 20-07-1996 t/m 05-10-1996 | Hitnotering: 20-07-1996 t/m 05-10-1996 |
| Week                                   | 1                                      | 2                                      | 3                                      | 4                                      | 5                                      | 6                                      | 7                                      | 8                                      | 9                                      | 10                                     | 11                                     | 12                                     |                                        |
| -------------------------------------- | -------------------------------------- | -------------------------------------- | -------------------------------------- | -------------------------------------- | -------------------------------------- | -------------------------------------- | -------------------------------------- | -------------------------------------- | -------------------------------------- | -------------------------------------- | -------------------------------------- | -------------------------------------- | -------------------------------------- |
| Positie                                | 46                                     | 34                                     | 25                                     | 17                                     | 15                                     | 11                                     | 11                                     | 11                                     | 14                                     | 22                                     | 34                                     | 43                                     | uit                                    |

### NPO Radio 2 Top 2000
| Nummer met noteringen in de NPO Radio 2 Top 2000 | '07  | '08-'09 | '10  | '11  | '12  | '13  | '14  | '15  | '16  | '17 | '18  |
| ------------------------------------------------ | ---- | ------- | ---- | ---- | ---- | ---- | ---- | ---- | ---- | --- | ---- |
| Breakfast at Tiffany's                           | 1399 | -       | 1924 | 1635 | 1583 | 1450 | 1825 | 1651 | 1847 | -   | 1991 |

1. ↑  Een '-' betekent dat het nummer niet was genoteerd en een vetgedrukt getal geeft de hoogste notering aan.
2. ↑  2007 was het eerste jaar met een notering voor dit nummer.
3. ↑  Deze tabel is bijgewerkt tot en met de laatste editie (2024).